# Narodni park Rila
Narodni park Rila (bolgarsko Национален парк Рила) je največji narodni park v Bolgariji, ki obsega površino 810,46 km² v gorovju Rila na jugozahodu države.

## Zgodovina
Ustanovljen je bil 24. februarja 1992 za zaščito več ekosistemov državnega pomena. Njegova nadmorska višina se giblje od 800 m pri Blagoevgradu do 2925 m na vrhu Musala, najvišjem vrhu na  Balkanskem polotoku. Park ima 120 ledeniških jezer, vključno s pomembnimi Sedmimi rilskimi jezeri. V narodnem parku izvirajo številne reke, vključno z reko, ki nosi največ vode v celoti na Balkanu (reka Marica) in najdaljšo reko v celoti v Bolgariji (reka Iskar).
Narodni park zavzema ozemlje 4 od 28 oblasti v državi: Sofija, Kjustendil, Blagoevgrad in Pazardžik. Vključuje štiri naravne rezervate: Parangalica, rezervat osrednja Rila, Ibar in Skakavica.
Je med največjimi in najdragocenejšimi zavarovanimi območji v Evropi. Svetovna zveza za varstvo narave (IUCN) je park uvrstila v kategorijo II. Na seznam ZN reprezentativnih zavarovanih območij sta vključena dva od štirih naravnih rezervatov, štirje naravni rezervati pa so vključeni v svetovno mrežo biosfernih rezervatov v okviru Unescovega programa Človek in biosfera.
Park spada v kopensko ekoregijo Rodopski montanski mešani gozdovi palearktičnega zmernega širokolistnega in mešanega gozda. Gozdovi zavzemajo 534,81 km² ali 66 % celotne površine. Obstaja približno 1400 vrst žilnih rastlin, 282 vrst mahov in 130 vrst sladkovodnih alg. Favno predstavlja 48 vrst sesalcev, 99 vrst ptic, 20 vrst plazilcev in dvoživk ter 5 vrst rib ter 2.934 vrst nevretenčarjev, od tega 282 endemitov.
16.222 hektarjev osrednjega območja narodnega parka je območij divjine, ki jih je potrdilo Evropsko združenje za divjino.

## Rastlinstvo
Večino ozemlja parka pokrivajo stoletni gozdovi smreke, bele murve in belega bora. Vrste višjih rastlin v parku predstavljajo 38,35 % višje flore Bolgarije. Skupno število endemitov (vrst z omejeno geografsko razširjenostjo) je 57 vrst. Od tega so 3 lokalne endemite (rilski jeglič, pavlovska kapica in rilska rabarbara), 18 bolgarskih in 36 balkanskih endemitov. Skupno število reliktov (vrst, ostankov preteklih geoloških obdobij) na ozemlju parka je 105 vrst - 74 vrst iz ledene dobe in 31 - iz terciarja. Od vrst višjih rastlin na ozemlju parka je 98 - 13% vseh vrst v njem uvrščenih v Rdečo knjigo Bolgarije. 141 vrst zdravilnih rastlin, od tega 20 vrst v Rdeči knjigi, 8 vrst pa je zavarovanih z Zakonom o varstvu narave. Obstaja 282 vrst mahov, 233 vrst gliv (11,6 % tistih, ki so uveljavljene v Bolgariji) in 130 vrst alg. Približno 42.500 ha je gozdnih površin, ozemlja, pokrita z drevesi, pa 52 %. Preostalo nepogozdeno območje je približno 10.500 ha in vključuje planine v najvišjih delih Rile.
Naravni gozdni nasadi predstavljajo skoraj 60 % vseh dreves in 36 % grmovne vegetacije, ki jo predstavlja predvsem rušje. Posebej pomembne so gozdne površine navadne smreke in jelke ter bele murve. Gozdovi, ki spadajo v katerega koli od štirih rezervatov parka, predstavljajo več kot 30 % vseh gozdov parka.
Listnati gozdovi zavzemajo veliko manjšo površino. Predstavljajo jih predvsem bukev in trepetlika. Glavne gozdne površine pokrivajo mešani gozdovi. Pri večini sodelujejo tudi listopadne drevesne vrste.
Za park so značilni stoletni iglasti gozdovi. Povprečna starost iglavcev je 91 let, listavcev pa 74 let. Skupna povprečna starost dreves v rezervatu je 90 let. Skupna količina potencialnega lesa v gozdovih parka je 6 milijonov m³.

## Živalstvo
Živalski svet je zelo bogat. Ugotovljenih je bilo skoraj 3000 nevretenčarjev in 172 vrst vretenčarjev. Obstaja približno 100 vrst ptic, kar je 30 % uveljavljenih ptic v Bolgariji. Od vrst vretenčarjev v narodnem parku jih je več kot 100 uvrščenih v Rdečo knjigo Bolgarije in 15 v Rdečo knjigo Evrope. Od nevretenčarjev jih je 40 uvrščenih na mednarodne sezname varstva narave.
48 vrst je sesalcev. Od tega je 10 vrst netopirjev, 22 vrst malih in 16 vrst velikih sesalcev. Več teh vrst je balkanskih endemitov. Zelo pomembni so rjavi medved in divja koza ter volk, katerega razširjenost v Bolgariji je zelo omejena.
Na ozemlju parka gnezdi 99 vrst ptic, kar je skoraj 1/3 števila vseh vrst ptic, ki gnezdijo v Bolgariji. V parku je osredotočena glavna populacija divjega petelina, gozdne jerebice, kotorne, balkanskih škrjancev ( Eremophila alpestris), planinska kavka, skalni plezalček itd. Park je dom populacij nekaterih vrst ptic, ki so redke ali jim grozi izumrtje. Nekatere med njimi so planinski orel, kačar, sokol selec, triprsti detel (Picoides tridactylus), belohrbti detel (Dendrocopos leucotos) itd.
Med svetovno ogroženimi vrstami, ki jih najdemo v parku, so pajek Eresus cinnaberius, hrošč Osmoderma eremita in drugi.

## Turizem
Rila je ena izmed gora, kjer je turizem najbolje razvit. Na območju narodnega parka je veliko letovišč, namenjenih zimskemu in poletnemu turizmu. Eno najbolj priljubljenih letovišč je Borovec.
Skozi narodni park potekata dve evropski turistični poti – E4 in E8. Poleg tega obstaja veliko število pohodniških poti in cest. Na ozemlju parka Rila deluje 17 koč, ki imajo skupno približno 1500 postelj, pa tudi 4 zavetišča namenjenih v slabih vremenskih razmerah.
Za velik del poti in koč v parku skrbi Bolgarska turistična zveza (BTS), ki je namenjena lažji organizaciji v času turističnih sezon. V zadnjih letih so bile za turiste uvedene številne omejitve glede časa bivanja v isti koči. S tem zmanjšamo škodljive učinke bivanja na enem mestu.